# Giorgio Agamben
Giorgio Agamben, italijanski filozof * 22. april 1942, Rim, Italija
Sodi med najpomembnejše sodobne politične filozofe. Ukvarja se predvsem s področjem politične filozofije, biopolitike, krščanskega in judovskega misticizma.
Giorgio Agamben se je rodil 22. aprila 1942 v Rimu. Študiral je pravo in filozofijo na Univerzi v Rimu. Njegovo diplomsko delo, v katerem je predstavil politično misel Simone Weil, ni bilo nikoli objavljeno. Po koncu študija je nekaj let sodeloval na seminarjih Martina Heideggerja v Provansi. V sedemdesetih se je ukvarjal predvsem z lingvistiko, filozofijo, poezijo in srednjeveško kulturo.  
V svojem življenju se je zelo zbližal s pesnikoma Giorgiom Capronijem in Josejem Bergaminom in pisateljico Elso Morante, ki ji je posvetil več esejev. Spoprijateljil se je tudi z drugimi uglednimi intelektualci, kot so Pier Paolo Pasolini, Italo Calvino, Ingeborg Bachmann in drugi.
Na njegovo delo so vplivali predvsem Heidegger, Walter Benjamin in Michel Foucault. Do leta 1996 je urejal Benjaminova zbrana dela v italijanskem prevodu. Po njegovi smrti je odkril par njegovih pomembnih rokopisov, ki so bili ključnega pomena za Agambenova poznejša dela.
Njegova politična misel je temeljila predvsem na Aristotlovih delih Politika, Nikomahova etika in O duši. Vključeval se je v teoretične debate, ki jim je sledila objava Nancyjevega eseja Brezdelna skupnost (La communauté désoeuvrée) in kasneje še esej Skupnost, ki je ni mogoče priznati (La communauté inavouable). Slednjega je Maurice Blanchot objavil kot odgovor na Nancyjev esej. V teh delih je potekala razprava o pojmu skupnost, saj je bilo v tistem času veliko govora o Evropski skupnosti. 
Agamben je v svojih poznejših delih tudi sam predlagal svoj model skupnosti v delu Skupnost, ki pride.
Predaval je na Akademiji za arhitekturo v [[Mendrisiggju v Švici, v preteklosti pa je učil tudi na Univerzi IUAV iz Benetk, na Mednarodnem kolidžu filozofije v Parizu, Univerzi v Veroni, Univerzi Macareta in (EGS Saas-Fee). Kot gostujoči profesor je dalj časa poučeval na številnih ameriških univerzah. V letu 2003 se je odpovedal svojemu položaju kot častni profesor zaradi poostrenega nadzora ameriške vlade za vsakogar, ki je hotel potovati v Združene države Amerike.
Za svoje delo je do sedaj prejel več nagrad, med drugim tudi Prix Européen de l'Essai Charles Veillon (2006) in nagrado Dr. Leopolda Lucasa (2013), ki jo podeljuje Univerza v Tübingenu, za delo Leviathans Rätsel. Leta 2018 je bil prejemnik nagrade Nonino.
Giorgio Agamben je v svojem izjemno bogatem ustvarjalnem obdobju napisal veliko število del. Njegova zgodnejša dela se ozirajo na vprašanja estetike, mnogo od kasnejših del pa je usmerjenih k določenemu projektu. Najpomembnejši izmed teh projektov je Homo sacer, ki se začne 1995 s knjigo Homo sacer: suverena oblast in golo življenje. V projektu se ozira na Foucaultove in Arendtine študije totalitarizma in biopolitike. V okviru projekta Homo sacer je Agamben napisal več zvezkov:
- Homo sacer. Il potere sovrano e la nuda vita (1995) (prevedeno v slovenščino: Homo sacer: suverena oblast in golo življenje. Ljubljana: Študentska založba, 2004)
- Stato d’eccezione. Homo sacer II, 1 (2003) (prevedeno v slovenščino: Izjemno stanje. Homo sacer II,1. Ljubljana: Založba ZRC, ZRC SAZU, 2013)
- Il regno e la gloria. Per una genealogia teologica dell’economia e del governo. Homo sacer II, 2 (2007) (prevedeno v angleščino:The Kingdom and the Glory: For a Theological Genealogy of Economy and Government. Homo Sacer II, 2 (2007))
- Stasis. La guerra civile come paradigma politico (2015) (prevedeno v angleščino: Stasis: Civil War as a Political Paradigm (Homo Sacer II, 2) (2015))
- Il sacramento del linguaggio. Archeologia del giuramento. Homo sacer II, 3 (2008) (prevedeno v angleščino: The Sacrament of Language: An Archaeology of the Oath. Homo Sacer II, 3 (2008))
- Opus Dei. Archeologia dell’ufficio (2012) (prevedeno v angleščino: Opus Dei: An Archeology of Duty. Homo Sacer II, 5 (2013))
- Quel che resta di Auschwitz. L’archivio e il testimone. Homo sacer. III (1998) (prevedeno v slovenščino: Kar ostaja od Auschwitza: Arhiv in priča. Homo sacer III. Ljubljana: Založba ZRC, ZRC SAZU, 2005)
- Altissima povertà. Regole monastiche e forma di vita. Homo Sacer IV, 1 (2011) (prevedeno v angleščino:The Highest Poverty: Monastic Rules and Forms-of-Life. Homo Sacer IV, 1 (2013)
- L'uso dei corpi (2014) (prevedeno v angleščino: The Use of Bodies. Homo Sacer IV, 2 (2016))

Agambenov koncept homo sacerja se opira na razliko med zoe, golim življenjem, in bios, določnim življenjem znotraj družbenega okvirja. Agamben politično misel razvija na konceptih C. Scmitta, H. Arendt, W. Benjamina in M. Foucaulta. Od prvega prevzame definicijo suverenosti, ki pravi, da je suveren tisti, ki lahko razglasi izredno stanje (ki je izjema, glede na pravilo, normo). Hannah Arendt pokaže na protislovje človekovih pravic. Te niso vezane na človeka kot takega, na njegovo golo življenje (‘zoe’), temveč na človeka kot državljana (‘bios’). Od Foucaulta pa prevzame koncept biopolitike, ki si za svojo temeljno nalogo vzame skrb za življenje naroda, pri čemer se opre na spoznanja biologije in medicine. 
V svojem delu Agamben začrta biopolitični model oblasti, kjer se biopolitična telesa proizvajajo prav skozi izvorni učinek suverenosti. Prav suverenost je torej prag, kjer je življenje obenem zunaj in znotraj prava, saj je suveren opredeljen kot nosilec monopola nad odločitvijo o izrednem stanju. Problem suverenosti, kot jo vidi Agamben, je torej prav v tej njeni protislovnosti. Suverena odločitev, razglasitev izrednega stanja, je izven zakona, saj ga začasno razveljavi, in hkrati zastopana z njim, saj jo šele zakon omogoča. To načelo, biti zunaj in biti znotraj, biti vključen in biti izključen je ponazorjeno z zgodovinsko figuro ‘Homo sacerjem’, institutom rimskega prava. To je bil nekdo, ki ga je ljudstvo obsodilo, vendar pa ni smel biti na noben način žrtvovan (niti usmrčen na predpisan način), lahko pa ga je kdorkoli nekaznovano ubil. ‘Homo sacer’ je tako ujet v polje neopredeljenosti: ne sme se ga kaznovati, lahko pa se ga neritualno ubije.
- La comunità che viene (1990) (prevedeno v angeščino: The Coming Community (1993))
- L'aperto (2002) (prevedeno v slovenščino: Odprto. Človek in žival. Ljubljana: Študentska založba, 2011)

Agamben si v knjigi zastavlja vprašanje o razmejitvi med človekom in živaljo ter definira potek meje v samem človeku. Šele ko človek odstrani svojo živalskost, se mu odpre svet. Razmerje med človeškim in živalskim, med bios in zoe, postane odločilni moment teorije politične emancipacije, kjer se križajo številni ključni aspekti Agambenove filozofske misli.
- Il tempo che resta (2000) (prevedeno v slovenščino: Čas, ki ostaja. Ljubljana: Študentska založba, 2008)

Delo je primer branja enega najvplivnejših religioznih tekstov krščanstva, Pisma Rimljanom apostola Pavla iz leta 56 n. št. Agamben natančno kontekstualizira besedilo v luči časa nastanka, ko krščanstvo in judaizem še nista bila povsem ločena.

Članki prevedeni v slovenščino:
- La fine del pensiero (1982) (prevedeno v slovenščino: Epilog: konec misli. Ljubljana: Društvo Apokalipsa, 2015)
- Idea della politica (1985) (prevedeno v slovenščino: Ideja politike = The idea of politics. Ljubljana: Zveza društev slovenskih likovnih umetnikov,2012)
- Bartlebly o della contingenza (1993) (prevedeno v slovenščino: Bartleby ali o kontingenci. Ljubljana: Društvo za teoretsko psihoanalizo, 2004)
- La fine del poema (1996) (prevedeno v slovenščino: Konec pesmi. Ljubljana: LDS, 2009)
- L'immanenza assoluta (2005) (prevedeno v slovenščino: Absolutna imanenca. Ljubljana: Društvo za teoretsko psihoanalizo, 2011)
- L'autore come gesto (2005) (prevedeno v slovenščino: Avtor kot gesta. Ljubljana: Društvo za kulturološke raziskave, 2006)
- Il Messia e il sovrano (2005) (prevedeno v slovenščino: Mesija in suveren - problem zakona pri Walterju Benjaminu. Ljubljana: Društvo za teoretsko psihoanalizo, 2013)
- Che cos'è un dispositivo? (2006) (prevedeno v slovenščino: Kaj je dispozitiv? Ljubljana: Društvo za teoretsko psihoanalizo, 2007)
- I due paradigmi (2007) (prevedeno v slovenščino: Dve paradigmi. Ljubljana: Filozofski inštitut ZRC SAZU, 2009)
- Che cos'è un paradigma? (2008) (prevedeno v slovenščino: Kaj je paradigma? Ljubljana: Filozofski inštitut ZRC SAZU, 2009)
- Che cos'è il contemporaneo? (2008) (prevedeno v slovenščino: Kaj je sodobno? = What is contemporary? Ljubljana: Zveza društev slovenskih likovnih umetnikov, 2009))
- K. (2009) (prevedeno v slovenščino: K. Ljubljana: Društvo za teoretsko psihoanalizo, 2009)